# Detailrealismus

Jan van Eyck: Arnolfini-Hochzeit, 1434, National Gallery (London)

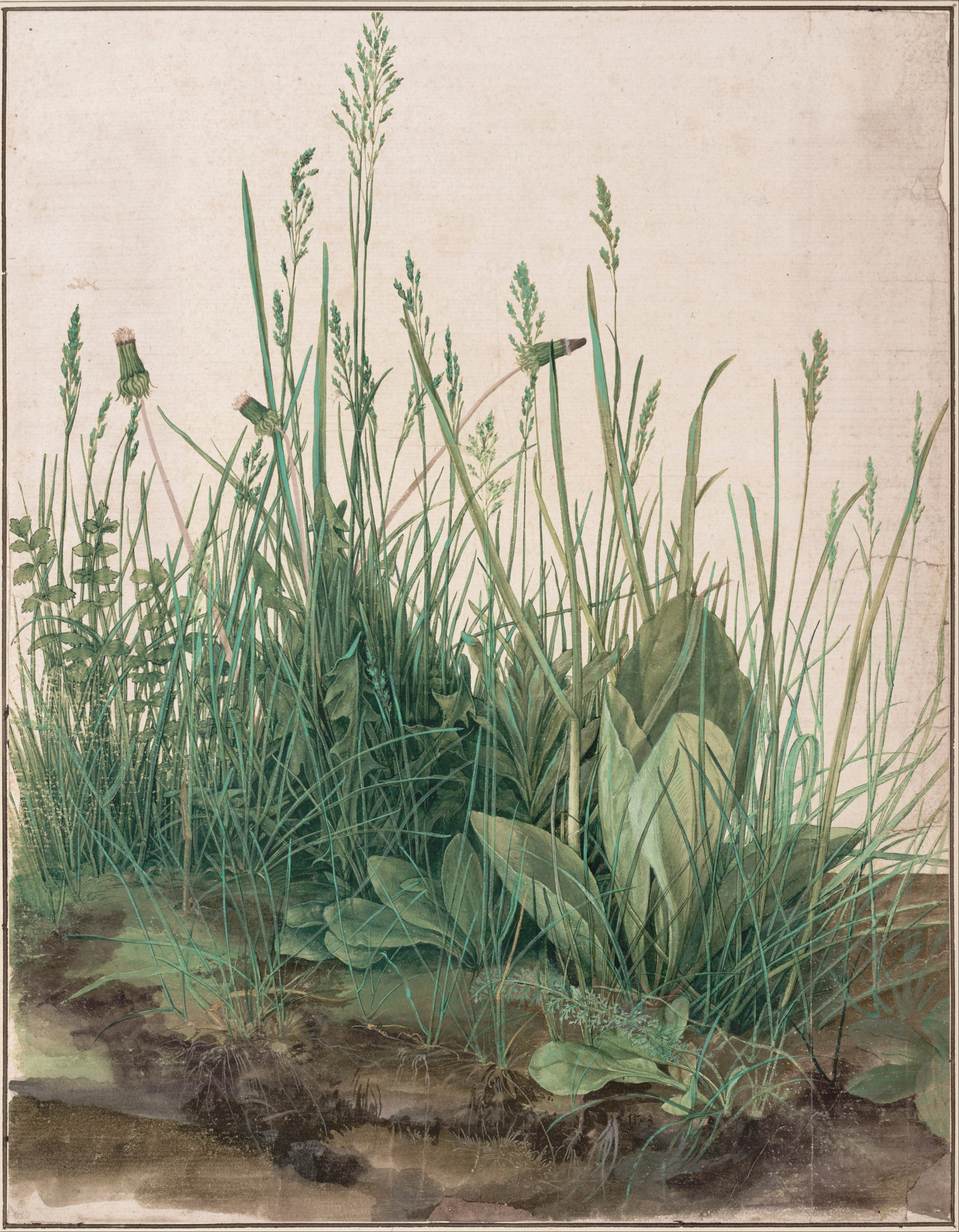
Albrecht Dürer: Das große Rasenstück, 1503, Albertina (Wien)

Detailrealismus ist ein Sammelbegriff für künstlerisches Schaffen, das darauf gerichtet ist, möglichst wirklichkeitsnahe Schilderungen im Detail zu erzeugen.

## Geschichte
Detailrealistische Darstellungen gewannen durch den Renaissance-Humanismus und durch technische Verbesserungen in der Malerei der Spätgotik signifikant an Bedeutung und hatten in der Altniederländischen Malerei als „Genre-Realismus“ eine erste Hochblüte. Ein Beispiel ist die Arnolfini-Hochzeit des flämischen Malers Jan van Eyck. Dieser Ansatz fand seine Fortsetzung in der Malerei des Goldenen Zeitalters der Niederlande und im Klassizismus. Der Geschmack der Zeit um 1700 verlangte detailrealistische „Feinmalerei“, die sich insbesondere in penibelst ausgeführten Stillleben manifestierte. Im Zuge der Aufklärung verstärkte sich die Tendenz zum Naturstudium, die sich in der bildenden Kunst bei Renaissance-Künstlern wie etwa Albrecht Dürer, Hans Holbein oder Leonardo da Vinci bereits stark ausgeprägt hatte. Bald gehörte die möglichst exakte bildliche Wiedergabe von Flora und Fauna in Form von Illustrationen zum unverzichtbaren Repertoire naturwissenschaftlicher Werke. Beispielhaft hierfür steht die Pflanzen- und Insektenmalerei von Maria Sibylla Merian. 
Besondere Bedeutung erlangte der Detailrealismus in der Literatur und in der bildenden Kunst des Biedermeiers, die in einem poetisch gestalteten Nah-Blick auf die Dinge mikroskopisch genaue, physikotheologisch grundierte Naturbeschreibungen hervorbrachten. Oft verband sich die Orientierung der Künstler an naturwissenschaftlichen Beobachtungsmethoden mit der Attitüde eines sozialen Rückzugs in kleinteilige Schutzräume vor den Bedrohungen der aufkommenden Moderne.
Als Literaten, die für detailrealistische Schilderungen in ihren Erzählungen bekannt sind, gelten etwa Annette von Droste-Hülshoff, Theodor Fontane und Theodor Storm. Ihr Schreiben zeichnet sich durch eine Fülle von Detailinformationen aus, die mitgeteilt werden, ohne dass sie unbedingt zum Gang der Handlung gehören. In der bildenden Kunst des 19. Jahrhunderts wurde ein detailrealistischer Stil beispielsweise von Johann Erdmann Hummel, Carl Spitzweg und von vielen Malern der Düsseldorfer Schule gepflegt.
Roland Barthes hat mit dem Begriff Realitätseffekt (effet de réel) ein Verfahren geschildert, die Illusion von Realität durch Schilderung unwesentlicher Details zu erzeugen. Ein Künstler oder Literat, der sich dieses Effekts bedient, scheint nicht selektiv vorzugehen, sondern wie der Blick einer Kamera unbestechlich festzuhalten.